# Belvosia
Belvosia – rodzaj muchówek z rodziny rączycowatych (Tachinidae).

## Wybrane gatunki
- B. albifrons Robineau-Desvoidy, 1830
- B. aldrichi Townsend, 1931
- B. analis Macquart, 1846
- B. ansata Reinhard, 1951
- B. argentifrons Aldrich, 1928[2]
- B. atrata Walker, 1853
- B. auratilis Reinhard, 1951
- B. auripilosa Blanchard, 1954
- B. aurulenta Bigot, 1888
- B. australis Aldrich, 1928[2]
- B. barbosai Cortes & Campos, 1971
- B. basalis Walker, 1853
- B. bella Giglio-Tos, 1893
- B. bicincta Robineau-Desvoidy, 1830[2]
- B. biezankoi Blanchard, 1961
- B. bifasciata Fabricius, 1775[2]
- B. borealis Aldrich, 1928[2]
- B. bosqi Blanchard, 1954
- B. bruchi Blanchard, 1954
- B. campestris Robineau-Desvoidy, 1830
- B. canadensis Curran, 1927[2]
- B. canalis Aldrich, 1928
- B. catamarcensis Blanchard, 1954
- B. chaetosa Blanchard, 1954
- B. chiesai Blanchard, 1954
- B. chrysopyga Bigot, 1887
- B. ciliata Aldrich, 1928[2]
- B. contermina Walker, 1853
- B. cuculliae Robineau-Desvoidy, 1830
- B. elusa Aldrich, 1926
- B. equinoctialis Townsend, 1912
- B. ferruginosa Townsend, 1895
- B. formosa Aldrich, 1928
- B. formosana Blanchard, 1954
- B. fosteri Townsend, 1915
- B. frontalis Aldrich, 1928
- B. fuscisquamula Blanchard, 1954
- B. hirta Robineau-Desvoidy, 1830
- B. lata Aldrich, 1928
- B. leucopyga Wulp, 1882
- B. lilloi Blanchard, 1954
- B. lugubris Blanchard, 1954
- B. luteola Coquillett, 1900[2]
- B. manni Aldrich, 1928
- B. matamorosa Reinhard, 1951
- B. mira Reinhard, 1958
- B. naccina Reinhard, 1975
- B. nigrifrons Aldrich, 1928
- B. obesula Wulp, 1890
- B. ochriventris Wulp, 1890
- B. omissa Aldrich, 1928[2]
- B. piurana Townsend, 1911
- B. pollinosa Rowe, 1933[2]
- B. potens Wiedemann, 1830
- B. proxima Walker, 1853
- B. recticornis Macquart, 1855
- B. ruficornis Aldrich, 1928
- B. rufifrons Blanchard, 1954
- B. semiflava Aldrich, 1928[2]
- B. slossonae Coquillett, 1895[2]
- B. smithi Aldrich, 1928
- B. socia Walker, 1853
- B. spinicoxa Aldrich, 1928
- B. splendens Curran, 1927[2]
- B. tibialis Blanchard, 1954
- B. townsendi Aldrich, 1928[2]
- B. unifasciata Robineau-Desvoidy, 1830[2]
- B. vanderwulpi Williston, 1886
- B. villaricana Reinhard, 1951
- B. vittata Aldrich, 1928
- B. weynberghiana Wulp, 1883
- B. wiedemanni Aldrich, 1928
- B. williamsi Aldrich, 1928
- B. willinki Blanchard, 1954